# 路易斯·卡洛斯·鲁伊兹
路易斯·卡洛斯·鲁伊兹·莫拉雷斯（Luis Carlos Ruiz Morales，1987年1月8日—），是一名哥伦比亚职业足球运动员，司职前锋。现在效力于百万富翁足球俱乐部。

## 俱乐部生涯
2007年，鲁伊兹在哥伦比亚低级别球队Barranquilla F.C.开始职业足球生涯。2008年，他转投同城的哥伦比亚足球甲级联赛球队巴兰基亚青年。他在2013赛季射进16球，和Dayro Moreno并列射手榜第一位。
2014年2月，他以300万欧元的身价转会加盟中国足球超级联赛球队上海绿地申花。